# Centre d'hébergement Notre-Dame-de-la-Merci
 (mai 2022).
La mise en forme du texte ne suit pas les recommandations de Wikipédia : il faut le « wikifier ».
Les points d'amélioration suivants sont les cas les plus fréquents :
- Les titres sont pré-formatés par le logiciel. Ils ne sont ni en capitales, ni en gras.
- Le texte ne doit pas être écrit en capitales (les noms de famille non plus), ni en gras, ni en italique, ni en « petit »…
- Le gras n'est utilisé que pour surligner le titre de l'article dans l'introduction, une seule fois.
- L'italique est rarement utilisé : mots en langue étrangère, titres d'œuvres, noms de bateaux, etc.
- Les citations ne sont pas en italique mais en corps de texte normal. Elles sont entourées par des guillemets français : « et ».
- Les listes à puces sont à éviter, des paragraphes rédigés étant largement préférés. Les tableaux sont à réserver à la présentation de données structurées (résultats, etc.).
- Les appels de note de bas de page (petits chiffres en exposant, introduits par l'outil «  Source ») sont à placer entre la fin de phrase et le point final[comme ça].
- Les liens internes (vers d'autres articles de Wikipédia) sont à choisir avec parcimonie. Créez des liens vers des articles approfondissant le sujet. Les termes génériques sans rapport avec le sujet sont à éviter, ainsi que les répétitions de liens vers un même terme.
- Les liens externes sont à placer uniquement dans une section « Liens externes », à la fin de l'article. Ces liens sont à choisir avec parcimonie suivant les règles définies. Si un lien sert de source à l'article, son insertion dans le texte est à faire par les notes de bas de page.
- La présentation des références doit suivre les conventions bibliographiques. Il est recommandé d'utiliser les modèles {{Ouvrage}}, {{Chapitre}}, {{Article}}, {{Lien web}} et/ou {{Bibliographie}}. Le mode d'édition visuel peut mettre en forme automatiquement les références.
- Insérer une infobox (cadre d'informations à droite) n'est pas obligatoire pour parachever la mise en page.

Pour une aide détaillée, merci de consulter Aide:Wikification.
Si vous pensez que ces points ont été résolus, vous pouvez retirer ce bandeau et améliorer la mise en forme d'un autre article.
Le Centre d'hébergement Notre-Dame-de-la-Merci est un CHSLD francophone fondé à Montréal en 1932 sur le boulevard Gouin dans un édifice conçu par les architectes Jean-Omer Marchand et Joseph Sawyer,.
Il s'est aussi appelé:
- Refuge Notre-Dame-de-la-Merci (1932)[3];
- Centre hospitalier Notre-Dame de la Merci (CHNDM) en 1978[4];
- Pavillon Notre-Dame-de-la-Merci.

## Histoire
En 1915, Achille David, entrepreneur en construction, crée l’œuvre Notre-Dame-de-la-Merci qui accueille les aînés (hommes) pauvres, abandonnés et malades dans le Refuge Notre-Dame-de-la-Merci, institution d’hospitalisation et d’hébergement, qui réussit tant bien que mal à loger les malades particulièrement démunis; ceux-ci sont malheureusement expulsés régulièrement de leurs locaux de fortune par un manque d'argent chronique,,,,.
À cette époque, le journaliste Olivar Asselin qualifie Achille David de « communiste chrétien »,!
En 1923, Achille David loue de la succession Molson deux étages de l'immeuble situé au 459 de la rue Saint-Paul Est pour y héberger le Refuge Notre-Dame-de-la-Merci, mais rapidement il ne parvient plus à payer le loyer,,.
En 1925, Olivar Asselin, rencontré par Achille David par hasard l'année précédente, accepte la responsabilité de secrétaire du Refuge Notre-Dame-de-la-Merci. Il sensibilise le public à cette cause et met sur pied un conseil d'administration composé de personnes influentes,,,. Olivar Asselin demande aux Frères hospitaliers de Saint-Jean-de-Dieu de prendre en charge cette institution.
En 1927, des frères de l’Ordre hospitalier de Saint-Jean-de-Dieu quittent Lyon pour venir s’établir à Montréal et prêter main-forte à l’organisme de charité,,. Ils assainissent les finances, ce qui permet même d'acheter l'édifice. Pour loger les Frères, le conseil d'administration doit louer la maison de pierre voisine délabrée qui est alors rénovée et leur sert de premier noviciat.
En 1929, les demandes d'admission se multipliant, on projette de construire un nouvel édifice sur le boulevard Gouin à Rivière-des-Prairies.
De 1929 à 1932, l'édifice, conçu par les architectes Jean-Omer Marchand et Joseph Sawyer, est construit pour accueillir 400 vieillards nécessiteux,. Jean-Omer Marchand est aussi l'architecte de la Prison de Bordeaux (1905-1912), en face de ce nouvel édifice, ainsi que de la caserne de pompier numéro 35 (1929) au 10827, rue Lajeunesse,.
En 1930, Olivar Asselin, secrétaire du Refuge, invite les bienfaiteurs à l'assemblée générale annuelle,.
En février 1931, un incendie endommage sérieusement l'édifice de la rue Saint-Paul. On profite de l'occasion pour rendre l'édifice à l'épreuve du feu, utilisant à nouveau les services de l'architecte Jean-Omer Marchand qui propose des transformations majeures qui donne au bâtiment son apparence actuelle. L'édifice peut alors loger plus de 200 hommes dans le besoin, vieillards, invalides ou infirmes.
En 1932, le Refuge déménage dans le nouvel édifice sur le bord de la rivière des Prairies,; ce moment est considéré comme celui de la fondation de lHôpital Notre-Dame-de-la-Merci.
En 1936, lÉcole d'infirmiers Hôpital Notre-Dame de la Merci ouvre ses portes.
En 1957, succédant aux frères hospitaliers de Saint-Jean-de-Dieu, appelés ailleurs, les Servantes de Marie Immaculée,, organisent un grand ménage de l'édifice, faisant appel à des plâtriers-menuisiers, plombiers et électriciens bénévoles, qui abrite dorénavant une chapelle et quatre grandes salles, les étages supérieurs accueillant dorénavant les femmes âgées et démunies.
En 1964, le règlement no 2982 de la Ville de Montréal permet l'agrandissement de lHôpital Notre-Dame-de-la-Merci.
En 1978, le Refuge Notre-Dame-de-la-Merci devient le Centre hospitalier Notre-Dame de la Merci (CHNDM),.
En 1999, l’Hôpital de la Visitation est intégré à lHôpital Notre-Dame-de-la-Merci; l’établissement devient le CHSLD Notre-Dame-de-la-Merci.
En 2000, le CHSLD Notre-Dame-de-la-Merci est fusionné avec le CLSC Bordeaux-Cartierville et le CHSLD Saint-Joseph-de-la-Providence; l’établissement devient le CHSLD-CLSC Nord de l’Île.
En 2004, le CHSLD-CLSC Nord de l’Île fusionne avec le CHSLD-CLSC de Saint-Laurent et devient le CSSS du Nord de l’Île et Saint-Laurent.
En 2005, le CSSS du Nord de l’Île et Saint-Laurent devient le CSSS de Bordeaux–Cartierville–Saint-Laurent.